# Le Journal d'Aurélie Laflamme (film)
Pour la série de romans, voir Le Journal d'Aurélie Laflamme.
Pour plus de détails, voir Fiche technique et Distribution.
Le Journal d'Aurélie Laflamme est un film québécois réalisé par Christian Laurence, sorti en 2010.
Tourné en 2009, ce film est l'adaptation cinématographique du premier roman de la série littéraire Le Journal d'Aurélie Laflamme écrite par India Desjardins. Une suite, Aurélie Laflamme - Les pieds sur terre, basée sur les deux derniers romans de la série, est sortie en 2015.

## Synopsis
Aurélie Laflamme est une fille de 14 ans, gaffeuse, timide et maladroite. Elle vit seule avec sa mère France, qui est dans une période « zombie » (à la suite de la mort de son mari). Sa meilleure amie Katryne Demers (Kat) a un petit copain, qu'Aurélie ne trouve pas intéressant. Par ailleurs, elle rencontre Nicolas...

## Fiche technique
- Titre : Le Journal d'Aurélie Laflamme
- Réalisation : Christian Laurence
- Scénario : India Desjardins et Christian Laurence, d'après le roman éponyme d'India Desjardins
- Production : Claude Veillet, Lucie Veillet
- Société de production : Film Vision 4
- Distribution : TVA Films
- Budget : 4 200 000 $
- Pays d'origine : Canada (Québec)
- Langue : Français
- Format : Couleurs
- Genre : comédie
- Durée : 108 minutes
- Date de sortie :  Québec : 23 avril 2010

## Distribution
- Marianne Verville : Aurélie Laflamme
- Aliocha Schneider : Nicolas Dubuc
- Geneviève Chartrand : Katryne "Kat" Demers
- Édith Cochrane : France Charbonneau
- Pierre Gendron : Denis Beaulieu
- Jérémie Essiambre : Jean-David Truchon, alias Truch
- Valérie Blais : Marie-Claude
- Sylvie Potvin : Sœur Rose
- Rose Adam : Julyanne Demers
- Martin Léon : le défunt père d’Aurélie (n'apparaît que dans les flashbacks)
- Camille Felton : Aurélie à 9 ans (flashback)
- Jean-René Dufort : Cassier du dépanneur le soir du party d'Halloween
- Sabrina Lagacé : Justine
- Ariane Tremblay : Marilou